# Herodot
Herodot din Halicarnas/Halikarnassos (greacă: Ήροδοτος, Herodotos, n. 484 î.Hr. - d. cca. 425 î.Hr.) a fost un istoric grec. Herodot este considerat părintele disciplinei istoriei, prin modul în care a tratat evenimentele pe care le-a consemnat în scrierile sale. Până la el, evenimentele erau tratate în cronici sau epopei. Este cunoscut pentru scrierile sale despre conflictul greco-persan, precum și pentru descrierile oamenilor și locurilor vizitate.
S-a născut într-o familie aristocratică din orașul Halicarnas (în greacă Halikarnassos, azi Bodrum, Turcia). Obligat să-și părăsească patria din cauza luptelor civile în care este implicată familia lui, Herodot a trăit o vreme în Samos, iar după căderea tiranului Lygdamis revine în orașul natal, călătorește mult și se stabilește la Atena. Aici se numără printre prietenii lui Sofocle și este un apropiat al cercului lui Pericle.

## Opera

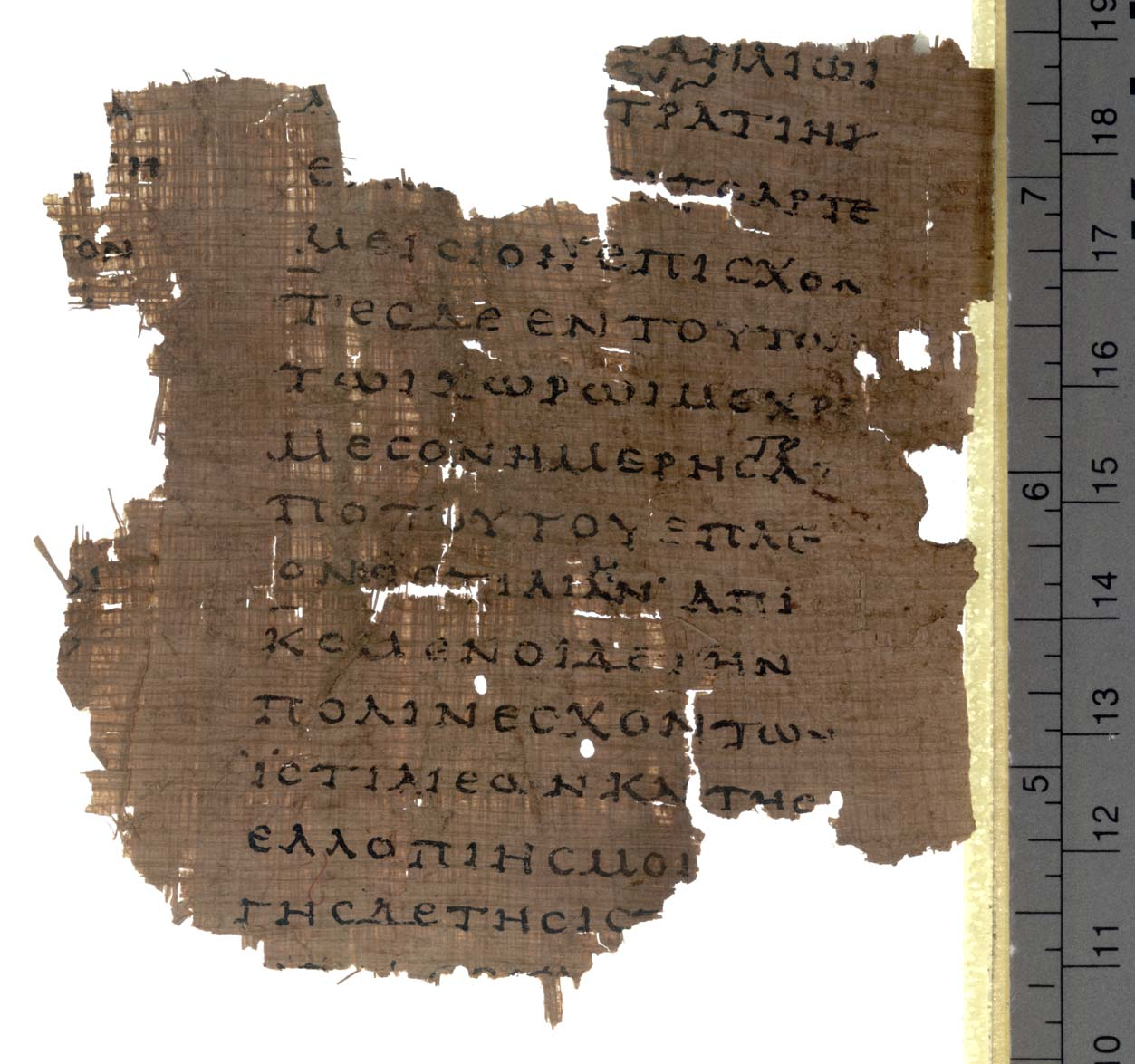
Fragment din "Istorii" de Herodot.

Reconstrucția harții lumii imaginate de Herodot.

Opera sa, Istorii, este o capodoperă literară cu multe digresiuni și anecdocte, măiestrit inserate în istorisirile sale, scrisă în dialect ionic.
În opera sa Historiai (Istorii), redactată în dialect ionic și împărțită în epoca elenistică în 9 cărți, Herodot își propune programatic să abordeze prima mare confruntare dintre lumea orientală (Asia) și cea apuseană (Grecia), dintre despotismul oriental și democrația elenă, culminând cu războaiele medice.
Relatarea războaielor medice începe de fapt abia în cartea a șasea, consacrând cărțile anterioare expansionismului persan pe care îl consideră o cauză a conflictului, descriind popoarele supuse (lidieni, egipteni, traci) de Imperiul Marelui Rege.
Opera sa este alcătuită din 9 cărți, fiecare purtînd numele unei Muze, structurată astfel:
- Cirus cel Mare-Cartea 1.
- Cambise al II-lea-Cartea 2 și o parte din Cartea 3.
- Darius I-Cărțile 4,5,6 și cealaltă parte din Cartea 3.
- Xerxes I-Cărțile 7,8,9.

Herodot din Halicarnas considera că istoria și geografia sunt de nedespărțit, spre exemplu Cartea a II-a o consacră Egiptului Antic descriind revărsările Nilului, ocupațiile oamenilor, dar și cucerirea acestui teritoriu de către Cambise al II-lea, împărat Ahemenid.
Herodot aprecia popoarele care se opuneau expansionismului persan, de pildă în 513 î.Hr. Imperiul Persan, sub conducerea lui Darius I, organizează o expediție împotriva sciților și a geților care sunt înfrânți într-un final.
Cucerirea orașului Sestos (478 î.Hr.) de către atenieni încheie opera lui Herodot.
Pater historiae, titlu pe care posteritatea i l-a acordat, este semnificativ pentru locul lui Herodotos în evoluția științei istorice.
Citită și apreciată din antichitate, opera lui Herodot a dobândit noi validări în epoca modernă și importante descoperiri arheologice au confirmat veridicitatea multora din afirmațiile lui. În același timp, el și-a înscris numele ca unul din marii prozatori ai literaturii universale, înzestrat deopotrivă cu forță epică, capacitate de construcție dramatică și exprimare într-un stil viguros, puternic evocator.

### Metode de cercetare
Pentru scrierea lucrărilor sale, Herodot utilizează metode de cercetare diverse, el optând pentru un nou tip de investigare a trecutului sugerat chiar de titlul lucrării sale: Anchete. Herodot se vede obligat să mărturisească sursele din care se inspiră pentru fiecare din textele sale, din dorința conferirii veridicității evenimentelor. Astfel, una dintre principalele sale metode constă în cercetarea la fața locului sau autopsia, punându-se adesea în postura de martor al evenimentelor: „cele de mai sus, văzute cu ochii mei, le pot spune despre perși fără să greșesc.”
O altă modalitate de cercetare utilizată de Herodot a fost tradiția orală, prin chestionarea martorilor oculari ai diferitelor evenimente. Îndoindu-se de veridicitatea surselor orale care puteau implica subiectivitate, Herodot găsește o modalitate de a le valorifica și, totodată, a le verifica, prin consultarea și compararea mai multor astfel de declarații: „Dar am auzit și eu multe altele de la Memphis, stând de vorbă cu preoții din Hephaistos. Pentru aceleași lucruri, am mers chiar și până la Teba, ba și până la Heliopolis, mânat de dorința de a afla dacă cei de aici se vor potrivi în povestiri cu cei din Memphis”.
Cercetarea izvoarelor scrise nu este nici ea ocolită de Herodot, acesta reușind să întocmească chiar o critică a acestei categorii de surse.  Consultând diverse documente oficiale, inscripții ale monumentelor, istoricul identifică în unele dintre acestea informații contradictorii, pe care le semnalează numaidecât. Deși Herodot nu modifică conținutul informațiilor de care se folosește, el atrage atenția asupra unor informații a căror veridicitate ar putea fi pusă sub semnul întrebării: „datoria mea este să reproduc cele ce spun, dar acestor lucruri nu sunt câtuși de silit să dau crezare: cuvântul scris acum să îmi fie călăuză de-a lungul întregii mele lucrări”. Tot astfel, atunci când Herodot are certitudinea că infomațiile sunt veridice, acesta nu ezită să-și exprime convingerea: „Sunt cu totul de această părere și convins că Leonidas a poruncit într-adevăr aliaților să plece”.
Pe lângă lucrările marilor scriitori greci (Homer, Hesiod, Archiloc, Alceu) pe care Herodot  le-a studiat în decursul vieții, călătoriile făcute de Herodot în Asia, Africa, regiunile pontice ale Europei vor reprezenta pentru acesta o oportunitate vastă de a-și îmbogăți orizontul cultural și de a culege informațiile necesare pentru cea mai valoroasă lucrare a sa, Istorii; considerată ca având un caracter enciclopedic, aceasta însumează o serie de domenii culturale precum cel religios, geografic, etnografic, relatând de asemenea mituri și legende, elemente ce țin de tradițiile, obiceiurile și ritualurile anumitor popoare.

### Detașarea de scrierile contemporane
Dacă anterior scrierilor herodotine, zeii erau considerați ca fiind o parte reală a lumii și existenței, Herodot îi va invoca de asemenea în scrierea sa, însă într-o manieră distinctă; zeii sunt guvernatori ai lumii, însă decizia umană poate schimba soarta hotărâtă de zei. În lucrarea Figuri ilustre ale Antichității, la capitolul consacrat lui Herodot este menționat faptul că „ar fi fost foarte periculos pentru un scriitor din vremea lui să tăgăduiască zeitățile, miturile, oracolele, adică întreaga religie greacă”; evidențiind primejdia la care Herodot s-a expus, autorul lucrării invocă trei exemple de personalități condamnate din această pricină: „Socrate este condamnat la moarte și executat pentru vina de a nu fi crezut în zei, […] Anaxagora este silit să fugă din Atena, la fel ca și marele filosof grec, Aristotel spre a nu fi condamnat pentru necredința în zei”.
Tematica războiului, un centru de interes major pentru Herodot, este tratată într-o manieră nemaiîntâlnită până la momentul respectiv. Dacă pentru unii istorici contemporani cu Herodot, spre exemplu, Tucidide, războiul constituie exclusiv o confruntare politică și militară, Herodot privește războiul astfel: „Războiul nu e doar un conflict militar, ci e un conflict între civilizații ce au priorități, viziuni diferite asupra structurii politice și libertății individului”.